# مقاطعة كينغزبوري (داكوتا الجنوبية)
كينغزبوري (بالإنجليزية: Kingsbury)‏ هي إحدى مقاطعات ولاية داكوتا الجنوبية في الولايات المتحدة الأمريكية.